# Hubice
Hubice (in ungherese Nemesgomba) è un comune della Slovacchia facente parte del distretto di Dunajská Streda, nella regione di Trnava.